# Shake It Up: Made In Japan (EP)
Shake It Up: Made In Japan er et digitalt EP soundtrack af "Made In Japan" episoden af Disney Channels sitcom Shake It Up.

## Single
Den første single "Fashion Is My Kryptonite" af Bella Thorne og Zendaya blev udgivet den 20. juli 2012.

## Trackliste
| 1. | "Fashion Is My Kryptonite" (Bella Thorne & Zendaya)         | Ben Charles                     | Charles | 2:44 |
| 2. | "The Same Heart" (Zendaya & Bella Thorne)                   | Toby Gad, Lindy Robbins         |         | 3:35 |
| 3. | "Made In Japan (Pilot)" (Bella Thorne & Zendaya)            | Niclas Molinder, Joacim Persson |         | 2:56 |
| 4. | "Fashion Is My Kryptonite (Video)" (Bella Thorne & Zendaya) | Ben Charles                     |         | 2:33 |